# Baby, I Love Your Way
Baby, I Love Your Way è un brano musicale composto, prodotto ed interpretato del cantante britannico Peter Frampton, pubblicato nel 1976 dall'etichetta discografica A&M Records come secondo singolo tratto dall'album Frampton, messo in commercio l'anno prima.
Il lato B del 45 giri è (I'll Give You) Money, facente parte dello stesso album.